# Joydeep Karmakar
Joydeep Karmakar (ur. 7 grudnia 1979) – indyjski strzelec sportowy. 
Olimpijczyk z Londynu 2012, gdzie zajął czwarte miejsce w konkurencji karabin małokalibrowy leżąc, 50 m. Jego największe osiągnięcie to drugie miejsce w Pucharze Świata w 2010. Piąty na igrzyskach wspólnoty narodów w 2006 i dziewiąty w 2012 roku. W roku 2012 został laureatem nagrody Arjuna Award.